# 特希夫尼察
49°5′39″N 23°37′6″E / 49.09417°N 23.61833°E

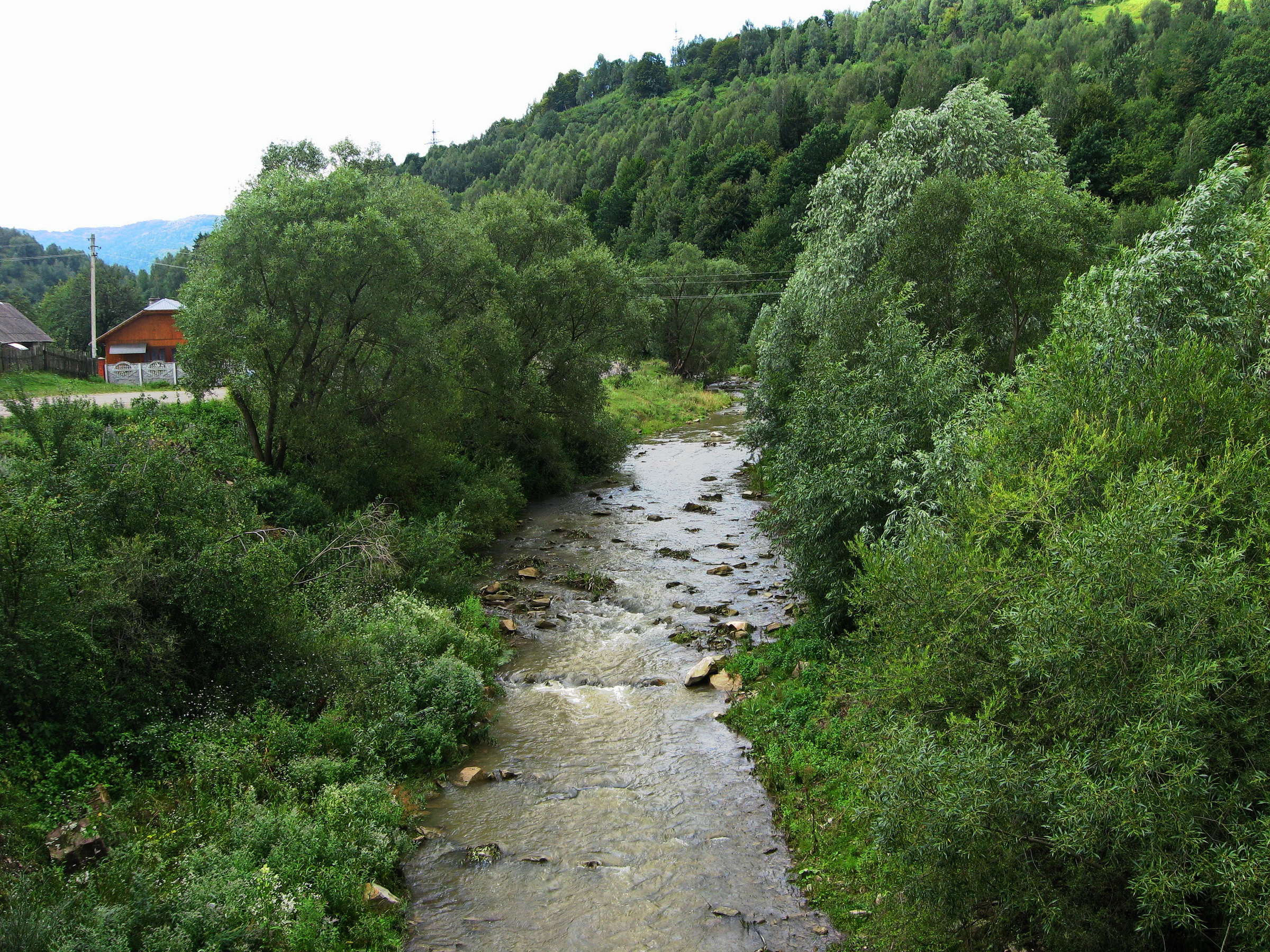
特希夫尼察

特希夫尼察（烏克蘭語：Тишівниця），是烏克蘭的村庄，位於該國西部利沃夫州，由斯特雷區斯科萊市鎮負責管轄，始建於1699年，面積0.65平方公里，海拔高度380米，2001年人口115，人口密度每平方公里176.92人。